# Engberg Bluff
Das Engberg Bluff ist ein wuchtiges und vereistes Felsenkliff im ostantarktischen Viktorialand. Es ragt zwischen den Mündungen des Argonaut- und des Meander Glacier in den südlichen Abschnitt des Mariner-Gletschers auf.
Der United States Geological Survey kartierte das Kliff anhand eigener Vermessungen und mithilfe von Luftaufnahmen der United States Navy zwischen 1960 und 1964. Das Advisory Committee on Antarctic Names benannte es 1969 nach Larry W. Engberg, Meteorologe auf der Hallett-Station im Jahr 1961.